# Nikon F5
La Nikon F5 és una càmera reflex que utilitza pel·lícula de 35 mm, aquesta esta fabricada per Nikon des del 1996 fins al 2004. Va ser la cinquena de la línia professional de càmeres de pel·lícula de Nikon, que va començar el 1959 amb la Nikon F. Aquesta, va substituir la Nikon F4 de 1988, que va introduir l'enfocament automàtic al cos de càmera a la línia professional de Nikon. Al seu torn, l'F5 va ser succeïda per la Nikon F6, així com per la gamma paral·lela de reflex digitals professionals de Nikon, començant per la Nikon D1.

## Disseny
Els avenços importants de l'F5 inclouen:
- Mesurador de matriu de color Nikon 3-D (la F4 havia introduït la mesura de matriu multisegment a la sèrie F, però la detecció de color aqui és nova).
- Una cortineta autodiagnòstica i autoajustable.
- Un sistema d'equilibri de miralls que redueix el moviment de la càmera.
- Temps d'exposició controlats electrònicament d'1/8000 segons a 30 segons.
- Unitat de motor que pot disprar 8 fotogrames per segon (a partir de 5,7 fotogrames/s a l'F4).
- Sincronització de flaix d'1/300 de segon (des d'1/250 a l'F4). Tanmateix, a 1/300 de segon, les unitats de flaix no podien utilitzar tota la seva capacitat.
- Compatibilitat total amb objectius Nikkor AF-S i G (la F4 no podia utilitzar lents G en modes de prioritat d'obertura o manuals).
- Compatibilitat amb la funció d'estabilització d'imatge de reducció de vibracions (VR) de les lents Nikkor més recents.
- Cinc punts d'enfocament per al sensor d'enfocament automàtic (en comparació amb un a l'F4) en el mode d'enfocament automàtic dinàmic intel·ligent.
- Un nou disseny industrial de Giorgetto Giugiaro (també dissenyador de l'F3 i l'F4).
- Una empunyadura vertical/bateria integral amb controls addicionals d'alliberament de l'obturador i roda d'ajust (els models anteriors de Nikon F havien utilitzat una gamma d'empunyaduras de bateries extraïbles).

## Conversions de càmeres digitals Kodak

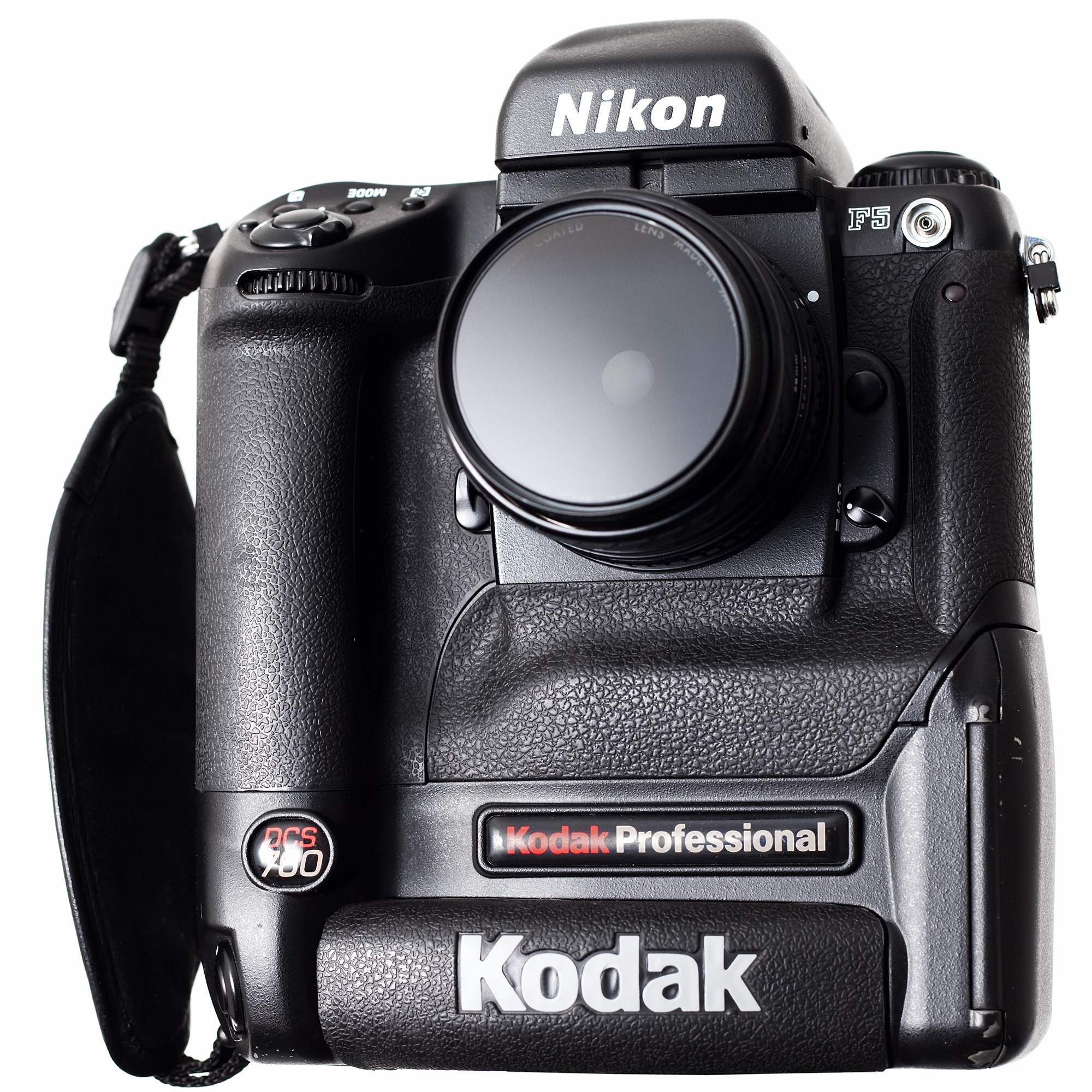
Una Kodak DCS 760, una SLR digital de 6 megapíxels basada en un cos Nikon F5

A finals de la dècada de 1990, Nikon i Kodak van col·laborar en una sèrie de reflex digitals professionals que combinaven cossos Nikon amb sensors digitals i electrònica Kodak. La gamma inicial es basava al voltant de la Nikon F90 semiprofessional, però els models Kodak DCS 600 i DCS 700 posteriors es basaven en la Nikon F5. A nivell físic, consistien en una Nikon F5 amb l'equip de transport de pel·lícules substituït per una part posterior digital Kodak feta a mida. La part posterior digital s'estenia sota la càmera per allotjar la bateria i un parell de ranures per a targetes PCMCIA .
La sèrie Kodak DCS 600 es va llançar l'any 1999, i inicialment consistia en la Kodak DCS 620 de 2 megapíxels i la DCS 660 de 6 megapíxels, que tenia un preu inicial de llançament de 29.995 dòlars. La sèrie DCS 600 es va continuar l'any 2000 amb el Kodak DCS 620x, un model d'alta sensibilitat amb un sensor d'òxid d'estany d'indi millorat i un filtre Bayer cian-magenta-groc, que tenia una configuració ISO aleshores úni deca, de fins a ISO 6400.
Kodak va substituir la sèrie 600 per la sèrie DCS 700, actualitzada el 2001 amb la DCS 720x d'alta sensibilitat i la DCS 760 de 6 megapíxels. L'any 2001 Kodak es va enfrontar a la competència de les populars Nikon D1 i Nikon D1x, que eren físicament més petites i més barates. El preu inicial de la DCS 760 era de 8.000 dòlars.